# 阿列克谢·布里利切夫
阿列克谢·维塔利耶维奇·布里利切夫（俄语：Алексей Витальевич Буриличев，1958年8月13日—2020年11月25日），俄罗斯海军中将，俄罗斯联邦英雄。

## 生平
1958年生于列宁格勒。1975年中学毕业后进入苏联海军服役，1980年毕业于伏龙芝高等海军学校，在北方舰队服役。
1987年9月至1992年7月，担任K-317“豹”号核潜艇副艇长。1992年7月至1996年7月，担任K-461“狼”号核潜艇艇长。1996年夏，曾在美国大西洋反潜部队所在区域执行秘密任务，被授予俄罗斯联邦英雄称号。
1996年7月，任北方舰队核潜艇第3区舰队第24支队参谋长，1998年9月担任支队长。1999年毕业于库兹涅佐夫海军学院，获授海军少将军衔。2000年至2002年，在俄罗斯武装力量总参谋部军事学院学习。毕业后担任北方舰队副参谋长。2005年10月，任俄罗斯联邦国防部深水研究总局局长。2006年获授海军中将军衔。长期从事深水技术研发工作。2015年12月成功在六千米深海试验潜水器。
2020年11月25日在莫斯科逝世。